# Ahalțihe
Akhaltsikhe  (în georgiană ახალციხე) este un oraș în Georgia.